# Noreen (Maschine)

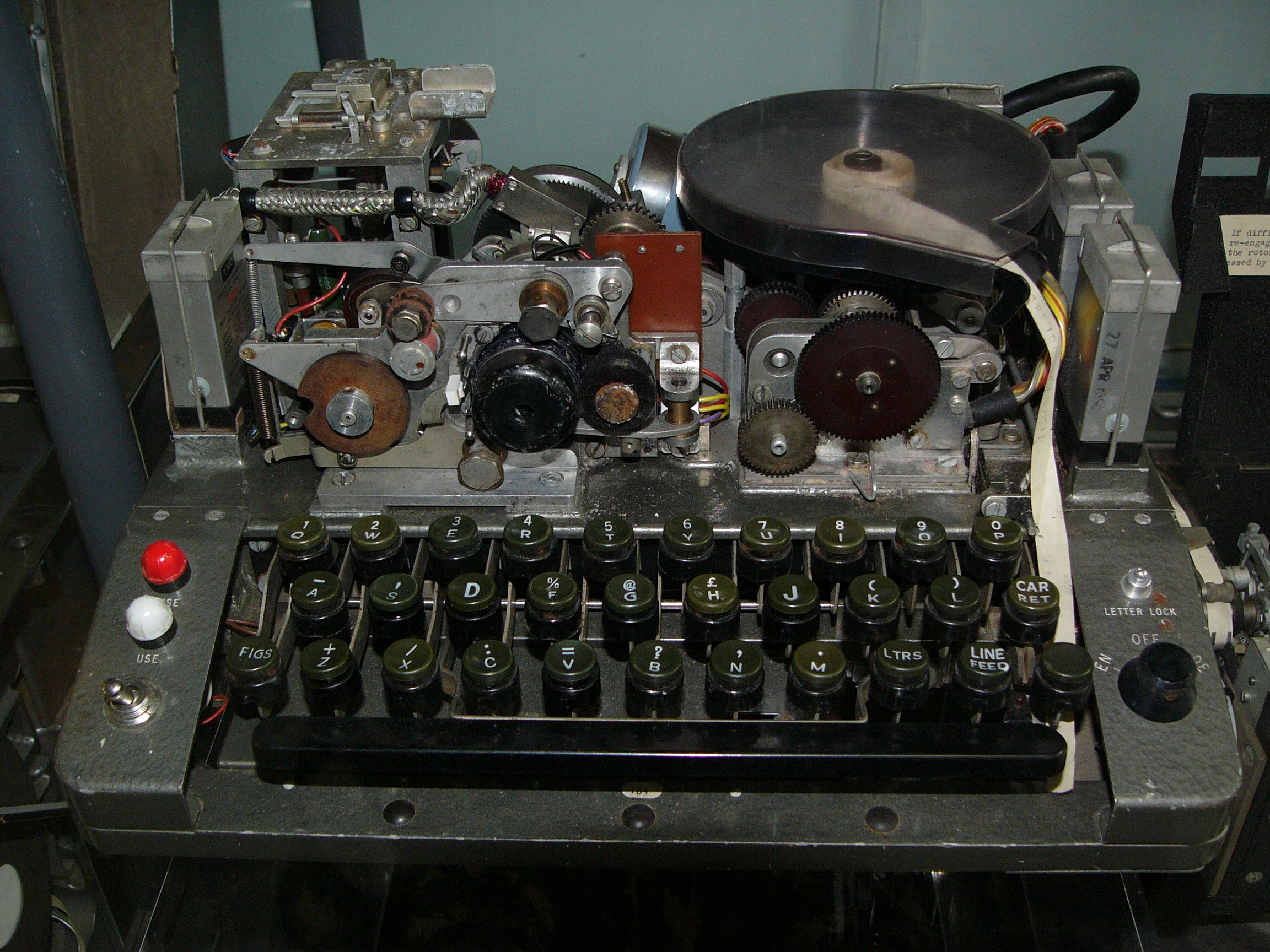
Eine Noreen in der Ausstellung von Bletchley Park (2005)

Die Noreen, britische BID-Gerätebezeichnung BID/590, war eine britische Schlüsselmaschine zur Verschlüsselung von Fernschreiben, die das kryptographisch sichere Einmalschlüssel-Verfahren (englisch One-Time Pad, kurz: OTP) nutzte.

## Geschichte

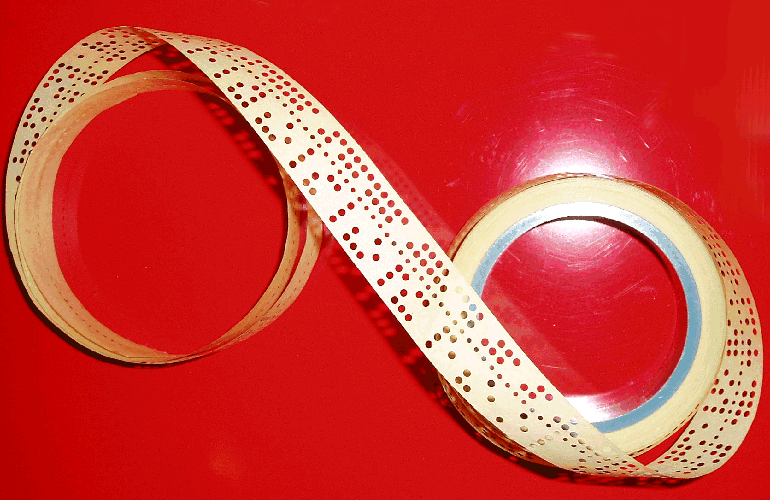
Im Gegensatz zu dem hier zu sehenden üblichen fünfkanaligen Lochstreifen wurden bei der Noreen (etwas breitere) sechskanalige Lochstreifen benutzt. Der sechste Kanal diente zur Steuerung (Ein-/Ausschalten) der Schlüsselfunktion. Auf diese Weise konnten Zeichen auch unverschlüsselt übertragen werden, wie beispielsweise AAAAA zur Kennzeichnung des Spruchanfangs.

Die Maschine wurde ab den frühen 1960er-Jahren bis in die 1980er-Jahre vor allem von britischen und kanadischen Stellen eingesetzt. Kryptographisch war sie voll kompatibel zur älteren und deutlich voluminöseren Rockex aus dem Zweiten Weltkrieg. Zentraler Bestandteil ist, wie bei allen OTP-Maschinen, ein Mischer, der den Text (Klartext beziehungsweise Geheimtext) und den auf einem Lochstreifen befindlichen Schlüssel (Zufallstext) mithilfe der Exklusiv-Oder-Verknüpfung (XOR) verknüpft.
Während der Klartext alle Zeichen des ITA2-Codes (Internationales Telegrafenalphabet) aufweisen darf, also außer Buchstaben auch Ziffern und einige Sonderzeichen, besteht der Geheimtext ausschließlich aus den 26 Großbuchstaben des lateinischen Alphabets. Dies ermöglicht(e) die einfache Übertragung der verschlüsselten Fernschreiben über kommerzielle Kommunikationsnetze.
Eingesetzt wurde die Noreen unter anderem im transatlantischen Nachrichtenverkehr zwischen Kanada und dem Vereinigten Königreich.